# Muzeum Sztuki Współczesnej w Dunkierce
Muzeum Sztuki Współczesnej w Dunkierce (franc. Musée d’Art Contemporain de Dunkerque) – muzeum powstałe w 1982 roku z inicjatywy dunkierskiego urbanisty Gilberta Delaine.
Wcześniej, w 1974 roku, Gilbert Delaine powołał do życia Stowarzyszenie Sztuki Współczesnej (l’Association l’Art Contemporain), które w latach 1974–1986 stworzyło kolekcję dzieł współczesnej sztuki sakralnej, gromadząc ponad 900 obrazów, rzeźb, grafik i fotografii żyjących twórców z całego świata. Tematem wiodącym kolekcji o nazwie Pasja Dunkierska (La Passion de Dunkerque) było życie, męka i zmartwychwstanie Jezusa Chrystusa. 
Stowarzyszenie zakupiło część dzieł, ponadto zwróciło się do wielu artystów z propozycją stworzenia obiektów, które mogłoby zostać włączone do kolekcji. W efekcie powstał unikatowy zbiór obejmujący dzieła artystów takich jak: Nicola Alquin, Arman, Francis Arnal, Georg Baselitz, Luciano Castelli, Philippe Charpentier, Sergio Ferro, Rainer Fetting, Lucio Fontana, Paul Franck, Jacqueline Gainon, Karl Horst Hödicke, Koberling, John Franklin Koenig, Rolf Lukaschewski, Alfred Manessier, Tom Morandi, Mimmo Paladino, Arnulf Rainer, Jacek Andrzej Rossakiewicz, Gerard Schneider, Andy Warhol. Kolekcja była pokazywana w wielu miastach całego świata, także w warszawskiej Zachęcie. 
W tym czasie powstawał w Dunkierce budynek zaprojektowany przez Jeana Willervala, który wygrał architektoniczny konkurs na projekt muzeum w 1979 roku. W latach 1979–1981 zrealizowano na terenie wokół muzeum Ogród Rzeźb – według projektu Gilberta Samela i z wykorzystaniem rzeźb m.in. Jeana Arpa. Inauguracja muzeum nastąpiła 4 grudnia 1982 roku. Oprócz ekspozycji głównych zbiorów, muzeum organizowało czasowe wystawy tematyczne, m.in. sztuki użytkowej, szkła artystycznego i ceramiki – Dialogi ceramiczne. 
Od 1997 roku pracowano nad nową formułą dla muzeum. Otwarto je ponownie 25 czerwca 2005 pod nazwą Lieu d’Art et Action Contemporaine de Dunkerque – LAAC. Wraz z nową formułą muzeum utraciło jednak charakter muzeum sztuki sakralnej. Kolekcja Gilberta Delaine'a została przeniesiona do Lille, gdzie w katedrze Notre Dame de Troille w 1999 roku powstało Centrum Współczesnej Sztuki Sakralnej.

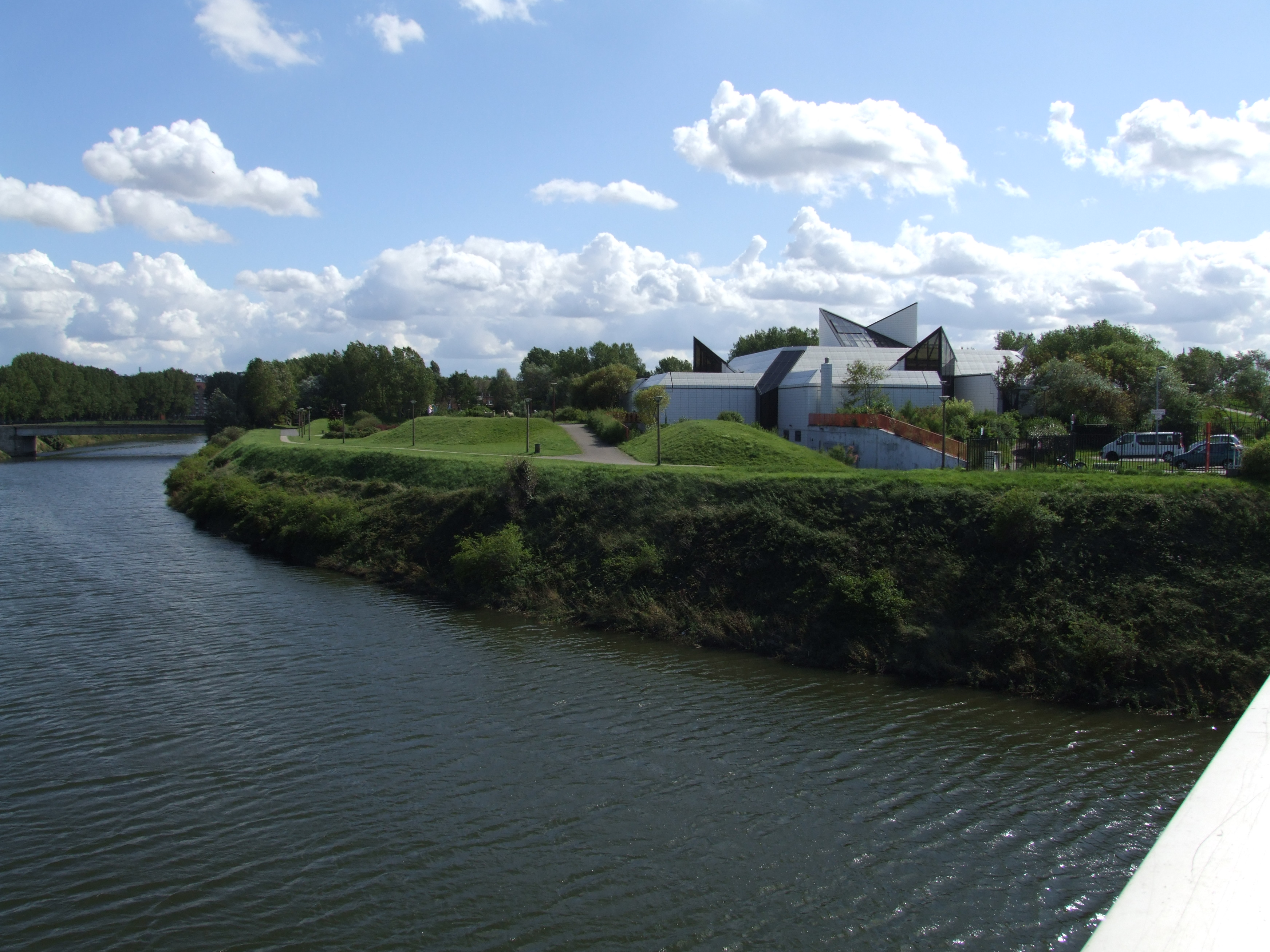
Widok na muzeum od strony kanału